# 트러스 내각
리즈 트러스는 2022년 9월 6일 엘리자베스 2세 여왕을 알현하여, 보리스 존슨의 뒤를 이어 영국 총리에 임명되었다. 앞서 보리스 존슨 총리는 9월 5일 영국 보수당 대표로 트러스 후보가 당선되면서 보수당 대표직을 사임하였고, 9월 6일에 총리직을 사임하였다. 트러스 내각은 제58대 영국 의회에서 보수당의 다수당 정부로 출범하였다. 트러스 총리는 취임한 지 불과 이틀 뒤인 2022년 9월 8일 엘리자베스 여왕이 사망하면서, 1952년 윈스턴 처칠 이래 70년 만에 두 영국 국왕을 모시게 된 최초의 영국 총리가 되었다.
2022년 10월 20일, 트러스 내각의 잇따른 경제 실책으로 총리직 수행에 대한 보수당 내 반대 목소리가 커지는 가운데, 트러스 총리는 다우닝가 10번지에서 진행한 연설에서 전격 사임을 발표하였다. 보수당 대표 선거가 마무리될 때까지 총리직을 수행할 것이며, 다음주 말까지는 사임할 것이라고 덧붙였다. 이로써 트러스 총리는 영국 역사상 가장 짧은 기간 동안 재임한 총리라는 불명예를 안았다. 트러스 내각은 10월 25일 리시 수낙 신임 영국총리가 임명되면서 해산되었다.

## 내각

### 2022년 9월 ~ 2022년 10월
| 직책                                       | 초상                    | 이름                                             | 임기                     |
| ------------------------------------------ | ----------------------- | ------------------------------------------------ | ------------------------ |
| 내각 인사                                  |                         |                                                  |                          |
| 총리 제1대장경 공무장관 연합장관           |                         | 리즈 트러스 Riz Truss MP                         | 2022년 9월 ~ 2022년 10월 |
| 부총리 보건·사회복지장관                   |                         | 테레스 코피 Thérèse Coffey MP                    | 2022년 9월 ~ 2022년 10월 |
| 재무장관 제2대장경                         |                         | 콰시 콰텡 Kwasi Kwarteng MP                      | 2022년 9월 ~ 2022년 10월 |
| 재무장관 제2대장경                         |                         | 제러미 헌트 Jeremy Hunt MP                       | 2022년 10월 ~ 현재       |
| 외무·영연방·발전장관                       |                         | 제임스 클레버리 James Celverly MP                | 2022년 9월 ~ 현재        |
| 내무장관                                   |                         | 수엘라 브레이버맨 Suella Braverman MP            | 2022년 9월 ~ 2022년 10월 |
| 내무장관                                   |                         | 그랜트 샤프스 Grant Shapps MP                    | 2022년 10월              |
| 국방장관                                   |                         | 벤 월러스 Ben Wallace MP                         | 2019년 7월 ~ 현재        |
| 법무장관 그레이트브리튼 대법관             |                         | 브랜든 루이스 Brandon Lewis MP                   | 2022년 9월 ~ 2022년 10월 |
| 랭커스터 공국상 범부처관계장관 평등장관    |                         | 나드힘 자하위 Nadhim Zahawi MP                   | 2022년 9월 ~ 2022년 10월 |
| 서민원 원내총무 추밀원 의장                |                         | 페니 모돈트 Penny Mordaunt MP                    | 2022년 9월 ~ 현재        |
| 귀족원 원내총무 옥새상서                   |                         | 트루 경 The Lord True MP                         | 2022년 9월 ~ 현재        |
| 무임소 장관 당총재 (명예)                  |                         | 제이크 베리 경 Sir Jake Berry MP                 | 2022년 9월 ~ 2022년 10월 |
| 유엔 기후변화회의 의장                     |                         | 알록 샤마 Alok Sharma MP                         | 2021년 1월 ~ 2022년 11월 |
| 사업·에너지·산업전략장관                   |                         | 제이콥 레스모그 Jacob Rees-Mogg MP               | 2022년 9월 ~ 2022년 10월 |
| 지위향상·주택·지역사회장관                 |                         | 사이먼 클라크 Simon Clarke MP                    | 2022년 9월 ~ 2022년 10월 |
| 국제무역장관                               |                         | 케미 배드노크 Kemi Badenoch MP                   | 2022년 9월 ~ 2023년 2월  |
| 통상위원회위원장                           | 2022년 9월 ~ 2024년 7월 | 케미 배드노크 Kemi Badenoch MP                   |                          |
| 노동연금장관                               |                         | 클로이 스미스 Chloe Smith MP                     | 2022년 9월 ~ 2022년 10월 |
| 교육장관                                   |                         | 킷 맬토즈 Kit Malthouse MP                       | 2022년 9월 ~ 2022년 10월 |
| 환경식품농촌장관                           |                         | 라닐 자야와르데나 Rani Jayawardena MP            | 2022년 9월 ~ 2022년 10월 |
| 교통장관                                   |                         | 앤마리 트레벨리언 Anne-Marie Trevelyan MP        | 2022년 9월 ~ 2022년 10월 |
| 디지털문화미디어스포츠장관                 |                         | 미셸 도넬런 Michelle Donelan MP                  | 2022년 9월 ~ 2023년 2월  |
| 북아일랜드장관                             |                         | 크리스 히튼해리스 Chris Heaton-Harris MP         | 2022년 9월 ~ 2024년 7월  |
| 스코틀랜드장관                             |                         | 앨리스터 잭 Alister Jack DL MP                   | 2019년 7월 ~ 2024년 7월  |
| 웨일스장관                                 |                         | 로버트 버클랜드 경 Sir Robert Buckland KBE KC MP | 2022년 7월 ~ 2022년 10월 |
| 기타 내각회의 참여 인사                    |                         |                                                  |                          |
| 재무부 정무차관 서민원 원내총무            |                         | 웬디 모튼 Wendy Morton MP                        | 2022년 9월 ~ 2022년 10월 |
| 대장부 수석장관                            |                         | 크리스 필립 Chris Philp MP                       | 2022년 9월 ~ 2022년 10월 |
| 대장부 수석장관                            |                         | 에드워드 아가 Edward Argar MP                    | 2022년 10월              |
| 잉글랜드 웨일스 법무장관 북아일랜드 법무관 |                         | 마이클 엘리스 Michael Ellis KC MP                | 2022년 9월 ~ 2022년 10월 |
| 내각부 부장관 재무부 경리총감              |                         | 에드워드 아가 Edward Argar MP                    | 2022년 9월 ~ 2022년 10월 |
| 내각부 부장관 재무부 경리총감              |                         | 크리스 필립 Chris Philp MP                       | 2022년 10월              |
| 개발부문 부장관 (외무·영연방부)            |                         | 비키 포드 Vicky Ford MP                          | 2022년 9월 ~ 2022년 10월 |
| 안보부문 부장관 (내무부)                   |                         | 톰 튜젠드햇 Tom Tugendhat MBE VR MP              | 2022년 9월 ~ 2024년 7월  |
| 국군재향군인 부장관 (국방부)               |                         | 제임스 히피 James Heappey MP                     | 2020년 2월 ~ 2024년 3월  |
| 기후변화 부장관 (사업·에너지·산업전략부)   |                         | 그레이엄 스튜어트 Graham Stuart MP               | 2022년 9월 ~ 2024년 7월  |

#### 변동 사항
- 콰시 콰텡 재무장관은 2022년 9월 영국 미니예산 논란에 따른 시장 혼란에 책임을 물어 2022년 10월 14일 해임되었다.[6] 후임 장관으로는 제레미 헌트 전 외무장관이 임명되었다. 같은 날 크리스 필립은 에드워드 아거와 직책을 교체하였다.[7]
- 스엘라 브레이버맨 내무장관은 2022년 10월 19일에 장관직을 사퇴하였다.[8] 후임 장관으로는 그랜트 섀프스 전 교통부장관이 임명되었다.[9]

## 장관 목록
|                                              | 하원 장관 |  | 상원의 장관 |
| 내각 장관과 내각에 참석하는 장관은 굵게 표시 |           |  |             |

### 총리와 내각부
| 내각부           | 내각부                             | 내각부 | 내각부                 |
| 우편             | 우편                               | 장관 | 용어                   |
| ---------------- | ---------------------------------- | --- | ---------------------- |
|                  |                                    | 리즈 트러스 의원                                                                                           | 2022년 9월~2022년 10월 |
|                  |                                    | 나딤 자하위 의원                                                                                           | 2022년 9월~2022년 10월 |
|                  |                                    | 에드워드 아르가 의원                                                                                       | 구월~2022년 10월       |
| 크리스 필프 의원 | 2022년 10월                        | |                        |
|                  | 포트폴리오 없는 장관 </br> 당 의장 | Sir Jake Berry 의원 (unpaid)                                                                               | 2022년 9월~2022년 10월 |
|                  | COP26 의장                         | 알록 샤르마 의원                                                                                           | 2020년 2월~2022년 11월 |
|                  | 국무장관                           | The Rt Hon Baroness Neville-Rolfe DBE CMG                                                                  | 2022년 9월~현재의      |
|                  | 국무장관                           | The Rt Hon Lord Johnson of Lainston CBE (unpaid, also Minister of State at International Trade)            | 2022년 10월            |
|                  | 국회비서관                         | 브렌든 클라크-스미스 의원                                                                                  | 2022년 9월~2022년 10월 |
|                  | 여성부 장관                        | Katherine Fletcher 하원 의원 (also Parliamentary Under Secretary of State at Transport)                    | 2022년 9월~2022년 10월 |
|                  | 국회비서관( 평등부장관 )           | The Rt Hon Baroness Stedman-Scott OBE DL (also Parliamentary Under Secretary of State at Work and Pensions | 2022년 9월~2022년 10월 |

### 국무부
| 비즈니스, 에너지 및 산업 전략 | 비즈니스, 에너지 및 산업 전략                  | 비즈니스, 에너지 및 산업 전략 | 비즈니스, 에너지 및 산업 전략 |
| ----------------------------- | ---------------------------------------------- | ----------------------------- | ----------------------------- |
|                               | 비즈니스, 에너지 및 산업 전략 국무장관         | Jacob Rees-Mogg 의원          | 2022년 9월~2022년 10월        |
|                               | 기후부 장관                                    | 그레이엄 스튜어트 의원        | 2022년 9월~현재의             |
|                               | 산업부 장관                                    | 재키 도일 프라이스 의원       | 2022년 9월~2022년 10월        |
|                               | 과학투자안보부 장관                            | 누스 가니 의원                | 2022년 9월~현재의             |
|                               | 기업 및 시장 담당 국무차관                     | 딘 러셀 의원                  | 2022년 9월~2022년 10월        |
|                               | 국무부 비즈니스, 에너지 및 기업 책임 담당 차관 | The Rt Hon Lord Callanan      | 2020년 2월~현재의             |

| 방어 | 방어                                                  | 방어                                   | 방어                   |
| ---- | ----------------------------------------------------- | -------------------------------------- | ---------------------- |
|      | 국방부장관                                            | 벤 월러스 의원                         | 2019년 7월~현재의      |
|      | 국군 및 참전용사 장관                                 | 제임스 히피 의원                       | 2020년 2월~현재의      |
|      | 국방장관                                              | The Rt Hon Baroness Goldie DL (unpaid) | 2019년 7월~현재의      |
|      | 국방조달부 장관                                       | Alec Shelbrooke 의원                   | 2022년 9월~2022년 10월 |
|      | 국방인, 재향군인 및 군인 가족을 위한 국무부 의회 차관 | 사라 애서튼 의원                       | 2022년 9월~2022년 10월 |

| 디지털, 문화, 미디어 및 스포츠 | 디지털, 문화, 미디어 및 스포츠                 | 디지털, 문화, 미디어 및 스포츠 | 디지털, 문화, 미디어 및 스포츠 |
| ------------------------------ | ---------------------------------------------- | ------------------------------ | ------------------------------ |
|                                | 디지털, 문화, 미디어 및 스포츠 국무장관        | Michelle Donelan 의원          | 2022년 9월~2023년 2월          |
|                                | 미디어, 데이터 및 디지털 인프라 담당 장관      | 줄리아 로페즈 의원             | 2022년 9월~현재의              |
|                                | 국무부 기술 및 디지털 경제 담당 차관           | 데미안 콜린스 의원             | 2022년 7월~2022년 10월         |
|                                | 국무부 스포츠, 예술 및 의식 담당 차관          | 스튜어트 앤드류 의원           | 2022년 9월~현재의              |
|                                | 시민사회, 문화유산, 관광 및 성장 담당 국무차관 | The Rt Hon 로드 카말           | 2022년 9월~2022년 10월         |

| 교육 | 교육                                     | 교육                         | 교육                   |
| ---- | ---------------------------------------- | ---------------------------- | ---------------------- |
|      | 교육부 장관                              | 키트 몰트하우스 의원         | 2022년 9월~2022년 10월 |
|      | 학교 및 아동기 장관                      | 켈리 톨허스트 의원           | 2022년 9월~2022년 10월 |
|      | 학교 기준을 위한 의회 국무차관           | 조나단 걸리스 의원           | 2022년 9월~2022년 10월 |
|      | 국회 기술 담당 차관                      | 안드레아 젠킨스 의원         | 2022년 7월~2022년 10월 |
|      | 학교 및 대학 시스템을 위한 의회 국무차관 | Baroness Barran MBE (unpaid) | 2021년 9월~현재의      |

### 내용주
1. ↑  Formally, Minister of State in the Cabinet Office

### 참조주
1. ↑  “Chris Mason: No honeymoon period for next PM Liz Truss”. 《BBC News》. 2022년 9월 5일. 2022년 10월 20일에 원본 문서에서 보존된 문서. 2022년 9월 5일에 확인함.
2. ↑  “Liz Truss to appoint cabinet of loyalists as she becomes UK's next PM”. 《The Guardian》. 2022년 9월 5일. 2022년 9월 6일에 원본 문서에서 보존된 문서. 2022년 9월 5일에 확인함.
3. ↑  Henni, Janine (2022년 10월 20일). “45 Days, 2 Monarchs: How Liz Truss' Stint as Prime Minister Bridged Queen Elizabeth and King Charles”. People. 2023년 2월 8일에 확인함.
4. ↑  “Liz Truss resigns as prime minister after Tory revolt”. 《BBC News》 (영어). 2022년 10월 20일. 2022년 10월 20일에 원본 문서에서 보존된 문서. 2022년 10월 20일에 확인함.
5. ↑  “Liz Truss meeting Tory backbench chair as more 의원S call for her to quit - BBC News”. 2022년 10월 20일에 원본 문서에서 보존된 문서. 2022년 10월 20일에 확인함.
6. ↑  Culbertson, Alix (2022년 10월 14일). “Kwasi Kwarteng sacked as chancellor after mini-budget turmoil”. 《Sky News》 (영어). 2022년 10월 14일에 원본 문서에서 보존된 문서. 2022년 10월 14일에 확인함.
7. ↑  “Treasury chief secretary Chris Philp moved aside and replaced by Edward Argar amid economic chaos”. 《Sky News》. 2022년 10월 14일에 원본 문서에서 보존된 문서. 2022년 10월 15일에 확인함.
8. ↑  Crerar, Pippa; Walker, Peter; Allegretti, Aubrey (2022년 10월 19일). “Suella Braverman departs as UK home secretary”. 《The Guardian》 (영어). 2022년 10월 19일에 원본 문서에서 보존된 문서. 2022년 10월 19일에 확인함.
9. ↑  Brown, Faye (2022년 10월 19일). “Grant Shapps replaces Suella Braverman as home secretary”. 《Sky News》 (영어). 2022년 10월 19일에 원본 문서에서 보존된 문서. 2022년 10월 19일에 확인함.

| 이전 {{{before}}} | {{{title}}} | 이후 {{{after}}} |